# Sven Rosén
Sven Axel Arigo Rosén (ur. 10 marca 1887 w Sztokholmie, zm. 22 czerwca 1963 w Danderyd) – szwedzki gimnastyk, członek szwedzkiej drużyny olimpijskiej w latach 1908 i 1912 i dwukrotny złoty medalista olimpijski w 1908 i 1912 roku.